# Kwietne pączki
Kwietne pączki (cz. Poupata) – czeski dramat filmowy z 2011 roku w reżyserii Zdenka Jiráský'ego. Film otrzymał kilkanaście nominacji do Czeskich Lwów, z czego zdobył cztery statuetki: za najlepszy film, reżyserię, zdjęcia i główną rolę męską (Vladimír Javorský).

## Obsada
- Vladimír Javorský – Jarda
- Małgorzata Pikus – Kamila
- Marika Šoposká – Agáta
- Josef Láska – Honza
- Kateřina Jandáčková – Magda
- Aneta Krejčíková – Zuzana
- Jiří Maryško – Cyril
- Vladimír Polívka – Matěj
- Dana Syslová – Prudká
- Edgar Dutka – Dušánek
- Luboš Veselý – Venda
- Otmar Brancuzský – Richard

## Produkcja
Zdjęcia kręcono w następujących lokacjach na terenie Czech:
- kraj karlowarski (Sokolov, Nové Sedlo);
- kraj środkowoczeski (Klobuky);
- Praga (m.in. hala targowa w dzielnicy Holešovice)[1].